# Coupe du monde de ski alpin 2015-2016
Navigation
Édition précédente Édition suivante
La coupe du monde de ski alpin 2015-2016 est la 50e édition de la coupe du monde de ski alpin, compétition de ski alpin.
Aksel Lund Svindal prend les devants en début de saison en alignant sept victoires en vitesse, mais il se blesse en janvier dans la descente de Kitzbühel et doit mettre un terme à sa saison. Dès lors, Marcel Hirscher s'échappe et réalise un exploit historique en remportant le classement général hommes pour la cinquième fois consécutive, ce qu'aucun skieur n'a jamais fait avant lui. Avec un cinquième « gros globe de cristal », il égale par ailleurs le total record de Marc Girardelli. Hirscher s'adjuge également le « petit globe » du slalom géant, tandis que celui du slalom revient à Henrik Kristoffersen (auteur de six victoires consécutives dans la discipline), celui du Super-G à son compatriote norvégien Aleksander Aamodt Kilde, celui de la descente à Peter Fill et celui du combiné à Alexis Pinturault. 
Chez les dames, la lutte est intense toute la saison entre Lara Gut et Lindsey Vonn. Cette dernière chute et se blesse le 27 février dans le Super-G de Soldeu (Andorre) et sa saison s'arrête alors qu'elle occupe la tête du classement. En son absence, Lara Gut la dépasse et devient la première suissesse à remporter le gros globe depuis Vreni Schneider en 1995. Elle gagne également le petit globe du Super-G. Invaincue en slalom, Mikaela Shiffrin se blesse elle aussi, en décembre, est contrainte à deux mois d'arrêt, puis reprend sa domination. Les slaloms qu'elle ne peut disputer permettent à Frida Hansdotter de lui subtiliser le globe de la discipline qu'elle détenait depuis trois saisons. Lindsey Vonn porte son record de globes à vingt en s'appropriant celui de la descente. Eva-Maria Brem gagne celui du slalom géant, et Wendy Holdener celui du combiné.

## Pré-saison
- La double championne en titre, Anna Fenninger, s'est rompu le tendon rotulien et les ligaments du genou droit lors d'une chute à l'entrainement le mercredi 21 octobre. Cette grave blessure l'oblige à déclarer forfait pour l'ensemble de la saison[1].
- Tina Maze décide de prendre une année de repos voire peut être ensuite sa retraite. La championne slovène, double championne olympique en titre, déclare « être fatiguée par la pression dans ce sport de haut niveau[2] ».
- Julia Mancuso, championne olympique de slalom géant à Turin en 2006, se fait opérer de la hanche en novembre et renonce également à la saison 2015-2016[3].

## Déroulement de la saison
- Blessé aux ligaments croisés du genou droit à la suite d'une chute au cours de la descente de Kitzbühel, Aksel Lund Svindal, en tête du classement général avec 107 points d'avance sur Marcel Hirscher, doit déclarer forfait pour le reste de la saison[4].

- Blessée au genou lors du Super-G de Soldeu, Lindsey Vonn est contrainte de renoncer à la fin de saison alors qu'elle est en tête du classement général, à la lutte avec Lara Gut pour remporter le gros globe[5].

### Saison des messieurs
45 épreuves sont prévues au cours de cette saison, qui se déroulent sur 23 sites.
19 sites sont présents en Europe (dont 16 dans les Alpes), deux sites en Amérique du Nord et deux autres en Asie.
La saison démarre à Sölden, passe par Levi et part en Amérique du Nord, à travers 2 étapes.
La compétition revient en Europe pour plusieurs étapes, prend la direction de l'Asie pour 2 week-ends et repart en Europe, pour se terminer à Saint-Moritz.
| Europe | Autres continents                                                        |
| --- | ------------------------------------------------------------------------ |
| - Allemagne : un site (Garmisch-Partenkirchen). - Autriche : quatre sites (Hinterstoder, Kitzbühel, Schladming & Sölden). - Croatie : un site (Zagreb). - Finlande : un site (Levi). - France : deux sites (Chamonix & Val d'Isère). - Italie : quatre sites (Alta Badia, Madonna, Santa Caterina & Val Gardena). - Norvège : un site (Kvitfjell). - Slovénie : un site (Kranjska Gora). - Suède : un site (Stockholm). - Suisse : trois sites (Adelboden, St-Moritz & Wengen). | Amérique du Nord                                                         |
| - Allemagne : un site (Garmisch-Partenkirchen). - Autriche : quatre sites (Hinterstoder, Kitzbühel, Schladming & Sölden). - Croatie : un site (Zagreb). - Finlande : un site (Levi). - France : deux sites (Chamonix & Val d'Isère). - Italie : quatre sites (Alta Badia, Madonna, Santa Caterina & Val Gardena). - Norvège : un site (Kvitfjell). - Slovénie : un site (Kranjska Gora). - Suède : un site (Stockholm). - Suisse : trois sites (Adelboden, St-Moritz & Wengen). | - Canada : un site (Lake Louise). - États-Unis : un site (Beaver Creek). |
| - Allemagne : un site (Garmisch-Partenkirchen). - Autriche : quatre sites (Hinterstoder, Kitzbühel, Schladming & Sölden). - Croatie : un site (Zagreb). - Finlande : un site (Levi). - France : deux sites (Chamonix & Val d'Isère). - Italie : quatre sites (Alta Badia, Madonna, Santa Caterina & Val Gardena). - Norvège : un site (Kvitfjell). - Slovénie : un site (Kranjska Gora). - Suède : un site (Stockholm). - Suisse : trois sites (Adelboden, St-Moritz & Wengen). | Asie                                                                     |
| - Allemagne : un site (Garmisch-Partenkirchen). - Autriche : quatre sites (Hinterstoder, Kitzbühel, Schladming & Sölden). - Croatie : un site (Zagreb). - Finlande : un site (Levi). - France : deux sites (Chamonix & Val d'Isère). - Italie : quatre sites (Alta Badia, Madonna, Santa Caterina & Val Gardena). - Norvège : un site (Kvitfjell). - Slovénie : un site (Kranjska Gora). - Suède : un site (Stockholm). - Suisse : trois sites (Adelboden, St-Moritz & Wengen). | - Corée du Sud : un site (Jeongseon). - Japon : un site (Naeba).         |

| \| Sölden Levi Val d'Isère V.G. A.B. Madonna S.C. Zagreb Adelboden Wengen Kitzbuhel Schladming Garmisch Chamonix Stockholm Hinterstoder Kransjka Gora Kvitfjell St-Moritz \| Sites des compétitions en Europe (+ Lake Louise (Canada) & Beaver Creek (États-Unis), en Amérique du Nord, et Jeongson (Corée du Sud) & Naeba (Japon), en Asie) · (NB: A.B.→Alta Badia, S.C.→Santa Caterina, V.G.→Val Gardena) |
| Sölden Levi Val d'Isère V.G. A.B. Madonna S.C. Zagreb Adelboden Wengen Kitzbuhel Schladming Garmisch Chamonix Stockholm Hinterstoder Kransjka Gora Kvitfjell St-Moritz |

### Saison des dames
41 épreuves sont prévues au cours de cette saison, qui se déroulent sur 22 sites.
20 sites sont présents en Europe (dont 16 dans les Alpes) et deux autres en Amérique du Nord.
La saison démarre à Sölden, passe par Levi et part en Amérique du Nord, à travers 2 étapes.
La compétition revient en Europe pour plusieurs étapes et se termine à St-Moritz.
| Europe | Amérique du Nord                                                  |
| --- | ----------------------------------------------------------------- |
| - Allemagne : un site (Garmisch-Partenkirchen & Ofterschwang). - Andorre : un site (Soldeu). - Autriche : quatre sites (Flachau, Lienz, Sankt-Anton & Sölden). - Croatie : un site (Zagreb). - Finlande : un site (Levi). - France : deux sites (Courchevel & Val d'Isère); - Italie : deux sites (Cortina d'Ampezzo & La Thuile); - Slovaquie : un site (Jasná). - Slovénie : un site (Maribor). - Suède : deux sites (Are & Stockholm). - Suisse : trois sites (Crans-Montana, Lenzerheide & St-Moritz); | - Canada : un site (Lake Louise). - États-Unis : un site (Aspen). |

| \| Sölden Levi Åre Val d'Isère Courchevel Lienz Zagreb Sankt Anton Flachau Ofterschwang Cortina Maribor Garmisch Crans-Montana La Thuile Stockholm Soldeu Jasná Lenzerheide St-Moritz \| Sites des compétitions en Europe (+ Aspen (États-Unis) & Lake Louise (Canada), en Amérique du Nord.) |
| Sölden Levi Åre Val d'Isère Courchevel Lienz Zagreb Sankt Anton Flachau Ofterschwang Cortina Maribor Garmisch Crans-Montana La Thuile Stockholm Soldeu Jasná Lenzerheide St-Moritz |

## Classement général
| Rang | Nom                     | Points | Victoire(s) |
| ---- | ----------------------- | ------ | ----------- |
| 1    | Marcel Hirscher         | 1795   | 8           |
| 2    | Henrik Kristoffersen    | 1298   | 6           |
| 3    | Alexis Pinturault       | 1200   | 6           |
| 4    | Kjetil Jansrud          | 1161   | 4           |
| 5    | Aksel Lund Svindal      | 916    | 7           |
| 6    | Dominik Paris           | 805    | 2           |
| 7    | Aleksander Aamodt Kilde | 756    | 2           |
| 8    | Felix Neureuther        | 743    | 1           |
| 9    | Carlo Janka             | 737    | 1           |
| 10   | Peter Fill              | 736    | 1           |
| 11   | Adrien Théaux           | 714    | 1           |
| 12   | Victor Muffat Jeandet   | 709    | -           |
| 13   | Beat Feuz               | 596    | 2           |
| 14   | Vincent Kriechmayr      | 555    | -           |
| 15   | Andre Myhrer            | 543    | 1           |
| 16   | Hannes Reichelt         | 485    | -           |
| 17   | Fritz Dopfer            | 483    | -           |
| 18   | Romed Baumann           | 451    | -           |
| 19   | Christof Innerhofer     | 449    | -           |
| 20   | Steven Nyman            | 440    | -           |

| Rang | Nom                     | Points | Victoire(s) |
| ---- | ----------------------- | ------ | ----------- |
| 1    | Lara Gut                | 1522   | 6           |
| 2    | Lindsey Vonn            | 1235   | 9           |
| 3    | Viktoria Rebensburg     | 1147   | 3           |
| 4    | Tina Weirather          | 1016   | 2           |
| 5    | Frida Hansdotter        | 915    | 1           |
| 6    | Wendy Holdener          | 817    | 2           |
| 7    | Cornelia Hütter         | 811    | 1           |
| 8    | Federica Brignone       | 787    | 2           |
| 9    | Nina Løseth             | 665    | 1           |
| 10   | Mikaela Shiffrin        | 648    | 5           |
| 10   | Fabienne Suter          | 648    | -           |
| 12   | Eva-Maria Brem          | 647    | 2           |
| 13   | Veronika Velez Zuzulová | 626    | 2           |
| 14   | Nadia Fanchini          | 618    | 1           |
| 15   | Michaela Kirchgasser    | 616    | -           |
| 16   | Marie-Michèle Gagnon    | 598    | 1           |
| 17   | Kajsa Kling             | 540    | -           |
| 18   | Laurenne Ross           | 526    | -           |
| 19   | Maria Pietilä-Holmner   | 496    | -           |
| 20   | Šárka Strachová         | 493    | -           |

## Classements de chaque discipline
Les noms en gras remportent les titres des disciplines.

### Descente
| Rang | Nom                | Points | Victoire(s) |
| ---- | ------------------ | ------ | ----------- |
| 1    | Peter Fill         | 462    | 1           |
| 2    | Aksel Lund Svindal | 436    | 4           |
| 3    | Dominik Paris      | 432    | 2           |
| 3    | Kjetil Jansrud     | 432    | 1           |
| 5    | Beat Feuz          | 414    | 1           |
| 6    | Steven Nyman       | 386    | -           |
| 7    | Adrien Théaux      | 370    | 1           |
| 8    | Guillermo Fayed    | 323    | -           |
| 9    | Carlo Janka        | 312    | -           |
| 10   | Hannes Reichelt    | 296    | -           |

| Rang | Nom                 | Points | Victoire(s) |
| ---- | ------------------- | ------ | ----------- |
| 1    | Lindsey Vonn        | 580    | 5           |
| 2    | Fabienne Suter      | 463    | -           |
| 3    | Larisa Yurkiw       | 407    | -           |
| 4    | Lara Gut            | 394    | 2           |
| 5    | Cornelia Hütter     | 387    | -           |
| 6    | Nadia Fanchini      | 300    | 1           |
| 7    | Viktoria Rebensburg | 264    | -           |
| 8    | Tina Weirather      | 244    | -           |
| 9    | Corinne Suter       | 240    | -           |
| 10   | Laurenne Ross       | 224    | -           |

### Super G
| Rang | Nom                     | Points | Victoire(s) |
| ---- | ----------------------- | ------ | ----------- |
| 1    | Aleksander Aamodt Kilde | 415    | 1           |
| 2    | Kjetil Jansrud          | 375    | 1           |
| 3    | Aksel Lund Svindal      | 310    | 3           |
| 4    | Vincent Kriechmayr      | 298    | -           |
| 5    | Carlo Janka             | 259    | 1           |
| 6    | Marcel Hirscher         | 249    | 1           |
| 7    | Adrien Théaux           | 248    | -           |
| 8    | Andrew Weibrecht        | 244    | -           |
| 9    | Peter Fill              | 226    | -           |
| 10   | Dominik Paris           | 212    | -           |

| Rang | Nom                 | Points | Victoire(s) |
| ---- | ------------------- | ------ | ----------- |
| 1    | Lara Gut            | 481    | 1           |
| 2    | Tina Weirather      | 436    | 2           |
| 3    | Lindsey Vonn        | 420    | 3           |
| 4    | Cornelia Hütter     | 400    | 1           |
| 5    | Viktoria Rebensburg | 293    | -           |
| 6    | Federica Brignone   | 276    | 1           |
| 7    | Tamara Tippler      | 254    | -           |
| 8    | Laurenne Ross       | 250    | -           |
| 9    | Johanna Schnarf     | 216    | -           |
| 10   | Kajsa Kling         | 215    | -           |

### Géant
| Rang | Nom                   | Points | Victoire(s) |
| ---- | --------------------- | ------ | ----------- |
| 1    | Marcel Hirscher       | 766    | 4           |
| 2    | Alexis Pinturault     | 690    | 4           |
| 3    | Henrik Kristoffersen  | 487    | -           |
| 4    | Mathieu Faivre        | 423    | -           |
| 5    | Victor Muffat Jeandet | 405    | -           |
| 6    | Thomas Fanara         | 374    | 1           |
| 7    | Felix Neureuther      | 354    | -           |
| 8    | Philipp Schörghofer   | 332    | -           |
| 9    | Stefan Luitz          | 235    | -           |
| 10   | Florian Eisath        | 235    | -           |

| Rang | Nom                   | Points | Victoire(s) |
| ---- | --------------------- | ------ | ----------- |
| 1    | Eva-Maria Brem        | 592    | 2           |
| 2    | Viktoria Rebensburg   | 590    | 3           |
| 3    | Lara Gut              | 472    | 2           |
| 4    | Federica Brignone     | 425    | 1           |
| 5    | Tina Weirather        | 321    | -           |
| 6    | Nina Løseth           | 292    | -           |
| 7    | Ana Drev              | 283    | -           |
| 8    | Maria Pietilä-Holmner | 204    | -           |
| 8    | Frida Hansdotter      | 204    | -           |
| 10   | Taïna Barioz          | 199    | -           |

### Slalom
| Rang | Nom                   | Points | Victoire(s) |
| ---- | --------------------- | ------ | ----------- |
| 1    | Henrik Kristoffersen  | 811    | 6           |
| 2    | Marcel Hirscher       | 780    | 2           |
| 3    | Felix Neureuther      | 389    | 1           |
| 4    | Andre Myhrer          | 367    | 1           |
| 5    | Alexander Khoroshilov | 358    | -           |
| 6    | Stefano Gross         | 345    | -           |
| 7    | Fritz Dopfer          | 339    | -           |
| 8    | Marco Schwarz         | 283    | -           |
| 9    | Julien Lizeroux       | 272    | -           |
| 10   | Patrick Thaler        | 240    | -           |

| Rang | Nom                     | Points | Victoire(s) |
| ---- | ----------------------- | ------ | ----------- |
| 1    | Frida Hansdotter        | 711    | 1           |
| 2    | Veronika Velez Zuzulová | 626    | 2           |
| 3    | Wendy Holdener          | 561    | 1           |
| 4    | Mikaela Shiffrin        | 500    | 5           |
| 5    | Šárka Strachová         | 493    | -           |
| 6    | Petra Vlhova            | 389    | 1           |
| 7    | Nastasia Noens          | 382    | -           |
| 8    | Nina Løseth             | 373    | 1           |
| 9    | Maria Pietilä-Holmner   | 292    | -           |
| 10   | Michaela Kirchgasser    | 280    | -           |

### Combiné
| Rang | Nom                      | Points | Victoire(s) |
| ---- | ------------------------ | ------ | ----------- |
| 1    | Alexis Pinturault        | 220    | 2           |
| 2    | Thomas Mermillod Blondin | 170    | -           |
| 3    | Kjetil Jansrud           | 165    | 1           |
| 4    | Dominik Paris            | 161    | -           |
| 5    | Victor Muffat Jeandet    | 130    | -           |
| 6    | Adrien Théaux            | 96     | -           |
| 7    | Carlo Janka              | 90     | -           |
| 8    | Romed Baumann            | 88     | -           |
| 9    | Aksel Lund Svindal       | 80     | -           |
| 10   | Vincent Kriechmayr       | 75     | -           |

| Rang | Nom                  | Points | Victoire(s) |
| ---- | -------------------- | ------ | ----------- |
| 1    | Wendy Holdener       | 198    | 1           |
| 2    | Lara Gut             | 160    | 1           |
| 3    | Michaela Kirchgasser | 153    | -           |
| 4    | Marie-Michèle Gagnon | 145    | 1           |
| 5    | Anne-Sophie Barthet  | 100    | -           |
| 5    | Lindsey Vonn         | 100    | -           |
| 7    | Johanna Schnarf      | 90     | -           |
| 8    | Denise Feierabend    | 72     | -           |
| 9    | Ragnhild Mowinckel   | 69     | -           |
| 10   | Francesca Marsaglia  | 65     | -           |

## Coupe des nations
| Rang | Nation   | Points | Victoire(s) | Podium(s) |
| ---- | -------- | ------ | ----------- | --------- |
| 1    | Autriche | 10471  | 12          | 48        |
| 2    | Italie   | 8650   | 6           | 24        |
| 3    | France   | 7533   | 8           | 28        |
| 4    | Suisse   | 6795   | 10          | 26        |
| 5    | Norvège  | 5809   | 20          | 36        |

| Rang | Nation   | Points | Victoire(s) | Podium(s) |
| ---- | -------- | ------ | ----------- | --------- |
| 1    | Autriche | 5744   | 8           | 29        |
| 2    | France   | 5503   | 8           | 25        |
| 3    | Norvège  | 4773   | 19          | 34        |
| 4    | Italie   | 4452   | 3           | 14        |
| 5    | Suisse   | 2740   | 3           | 6         |

| Rang | Nation     | Points | Victoire(s) | Podium(s) |
| ---- | ---------- | ------ | ----------- | --------- |
| 1    | Autriche   | 4727   | 4           | 19        |
| 2    | Italie     | 4198   | 3           | 10        |
| 3    | Suisse     | 4055   | 7           | 20        |
| 4    | États-Unis | 3017   | 14          | 20        |
| 5    | Suède      | 2312   | 1           | 9         |

## Calendrier et résultats

### Messieurs
| Date             | Lieu           | Épreuve         | Vainqueur                                                              | Second                                                                 | Troisième                                                              |
| ---------------- | -------------- | --------------- | ---------------------------------------------------------------------- | ---------------------------------------------------------------------- | ---------------------------------------------------------------------- |
| 25 octobre 2015  | Sölden         | Géant           | Ted Ligety                                                             | Thomas Fanara                                                          | Marcel Hirscher                                                        |
| 15 novembre 2015 | Levi           | Slalom          | Épreuve annulée (manque de neige) et non remplacée                     | Épreuve annulée (manque de neige) et non remplacée                     | Épreuve annulée (manque de neige) et non remplacée                     |
| 28 novembre 2015 | Lake Louise    | Descente        | Aksel Lund Svindal                                                     | Peter Fill                                                             | Travis Ganong                                                          |
| 29 novembre 2015 | Lake Louise    | Super G         | Aksel Lund Svindal                                                     | Matthias Mayer                                                         | Peter Fill                                                             |
| 4 décembre 2015  | Beaver Creek   | Descente        | Aksel Lund Svindal                                                     | Kjetil Jansrud                                                         | Guillermo Fayed                                                        |
| 5 décembre 2015  | Beaver Creek   | Super G         | Marcel Hirscher                                                        | Ted Ligety                                                             | Andrew Weibrecht                                                       |
| 6 décembre 2015  | Beaver Creek   | Géant           | Marcel Hirscher                                                        | Victor Muffat Jeandet                                                  | Henrik Kristoffersen                                                   |
| 12 décembre 2015 | Val d'Isère    | Géant           | Marcel Hirscher                                                        | Felix Neureuther                                                       | Victor Muffat Jeandet                                                  |
| 13 décembre 2015 | Val d'Isère    | Slalom          | Henrik Kristoffersen                                                   | Marcel Hirscher                                                        | Felix Neureuther                                                       |
| 18 décembre 2015 | Val Gardena    | Super G         | Aksel Lund Svindal                                                     | Kjetil Jansrud                                                         | Aleksander Aamodt Kilde                                                |
| 19 décembre 2015 | Val Gardena    | Descente        | Aksel Lund Svindal                                                     | Guillermo Fayed                                                        | Kjetil Jansrud                                                         |
| 20 décembre 2015 | Alta Badia     | Géant           | Marcel Hirscher                                                        | Henrik Kristoffersen                                                   | Victor Muffat Jeandet                                                  |
| 21 décembre 2015 | Alta Badia     | Géant parallèle | Kjetil Jansrud                                                         | Aksel Lund Svindal                                                     | André Myhrer                                                           |
| 22 décembre 2015 | Madonna        | Slalom          | Henrik Kristoffersen                                                   | Marcel Hirscher                                                        | Marco Schwarz                                                          |
| 29 décembre 2015 | Santa Caterina | Descente        | Adrien Théaux                                                          | Hannes Reichelt                                                        | David Poisson                                                          |
| 6 janvier 2016   | Zagreb         | Slalom          | Épreuve annulée (manque de neige) et reportée à Santa Caterina         | Épreuve annulée (manque de neige) et reportée à Santa Caterina         | Épreuve annulée (manque de neige) et reportée à Santa Caterina         |
| 6 janvier 2016   | Santa Caterina | Slalom          | Marcel Hirscher                                                        | Henrik Kristoffersen                                                   | Alexander Khoroshilov                                                  |
| 9 janvier 2016   | Adelboden      | Géant           | Épreuve annulée (Épais brouillard) et reportée à Hinterstoder          | Épreuve annulée (Épais brouillard) et reportée à Hinterstoder          | Épreuve annulée (Épais brouillard) et reportée à Hinterstoder          |
| 10 janvier 2016  | Adelboden      | Slalom          | Henrik Kristoffersen                                                   | Marcel Hirscher                                                        | Alexander Khoroshilov                                                  |
| 15 janvier 2016  | Wengen         | Super combiné   | Kjetil Jansrud                                                         | Aksel Lund Svindal                                                     | Adrien Théaux                                                          |
| 16 janvier 2016  | Wengen         | Descente        | Aksel Lund Svindal                                                     | Hannes Reichelt                                                        | Klaus Kröll                                                            |
| 17 janvier 2016  | Wengen         | Slalom          | Henrik Kristoffersen                                                   | Giuliano Razzoli                                                       | Stefano Gross                                                          |
| 22 janvier 2016  | Kitzbühel      | Super G         | Aksel Lund Svindal                                                     | Andrew Weibrecht                                                       | Hannes Reichelt                                                        |
| 22 janvier 2016  | Kitzbühel      | Super combiné   | Alexis Pinturault                                                      | Victor Muffat Jeandet                                                  | Thomas Mermillod Blondin                                               |
| 23 janvier 2016  | Kitzbühel      | Descente        | Peter Fill                                                             | Beat Feuz                                                              | Carlo Janka                                                            |
| 24 janvier 2016  | Kitzbühel      | Slalom          | Henrik Kristoffersen                                                   | Marcel Hirscher                                                        | Fritz Dopfer                                                           |
| 27 janvier 2016  | Schladming     | Slalom          | Henrik Kristoffersen                                                   | Marcel Hirscher                                                        | Alexander Khoroshilov                                                  |
| 30 janvier 2016  | Garmisch       | Descente        | Aleksander Aamodt Kilde                                                | Bostjan Kline                                                          | Beat Feuz                                                              |
| 31 janvier 2016  | Garmisch       | Géant           | Épreuve annulée (pluie & épais brouillard) et reportée à Kranjska Gora | Épreuve annulée (pluie & épais brouillard) et reportée à Kranjska Gora | Épreuve annulée (pluie & épais brouillard) et reportée à Kranjska Gora |
| 6 février 2016   | Jeongseon      | Descente        | Kjetil Jansrud                                                         | Dominik Paris                                                          | Steven Nyman                                                           |
| 7 février 2016   | Jeongseon      | Super G         | Carlo Janka                                                            | Christof Innerhofer                                                    | Vincent Kriechmayr                                                     |
| 13 février 2016  | Naeba          | Géant           | Alexis Pinturault                                                      | Mathieu Faivre                                                         | Massimiliano Blardone                                                  |
| 14 février 2016  | Naeba          | Slalom          | Felix Neureuther                                                       | Andre Myhrer                                                           | Marco Schwarz                                                          |
| 19 février 2016  | Chamonix       | Super combiné   | Alexis Pinturault                                                      | Dominik Paris                                                          | Thomas Mermillod Blondin                                               |
| 20 février 2016  | Chamonix       | Descente        | Dominik Paris                                                          | Steven Nyman                                                           | Beat Feuz                                                              |
| 23 février 2016  | Stockholm      | City Event      | Marcel Hirscher                                                        | Andre Myhrer                                                           | Stefano Gross                                                          |
| 26 février 2016  | Hinterstoder   | Géant           | Alexis Pinturault                                                      | Marcel Hirscher                                                        | Thomas Fanara                                                          |
| 27 février 2016  | Hinterstoder   | Super G         | Aleksander Aamodt Kilde                                                | Bostjan Kline                                                          | Marcel Hirscher                                                        |
| 28 février 2016  | Hinterstoder   | Géant           | Alexis Pinturault                                                      | Marcel Hirscher                                                        | Henrik Kristoffersen                                                   |
| 4 mars 2016      | Kranjska Gora  | Géant           | Alexis Pinturault                                                      | Philipp Schörghofer                                                    | Marcel Hirscher                                                        |
| 5 mars 2016      | Kranjska Gora  | Géant           | Marcel Hirscher                                                        | Alexis Pinturault                                                      | Henrik Kristoffersen                                                   |
| 6 mars 2016      | Kranjska Gora  | Slalom          | Marcel Hirscher                                                        | Henrik Kristoffersen                                                   | Stefano Gross                                                          |
| 12 mars 2016     | Kvitfjell      | Descente        | Dominik Paris                                                          | Valentin Giraud Moine                                                  | Steven Nyman                                                           |
| 13 mars 2016     | Kvitfjell      | Super G         | Kjetil Jansrud                                                         | Vincent Kriechmayr                                                     | Dominik Paris                                                          |
| 16 mars 2016     | Saint-Moritz   | Descente        | Beat Feuz                                                              | Steven Nyman                                                           | Erik Guay                                                              |
| 17 mars 2016     | Saint-Moritz   | Super G         | Beat Feuz                                                              | Kjetil Jansrud Aleksander Aamodt Kilde                                 |                                                                        |
| 19 mars 2016     | Saint-Moritz   | Géant           | Thomas Fanara                                                          | Alexis Pinturault                                                      | Mathieu Faivre                                                         |
| 20 mars 2016     | Saint-Moritz   | Slalom          | Andre Myhrer                                                           | Marcel Hirscher                                                        | Sebastian Foss Solevåg                                                 |

### Dames
| Date             | Lieu              | Épreuve       | Vainqueur                                                                 | Second                                                                    | Troisième                                                                 |
| ---------------- | ----------------- | ------------- | ------------------------------------------------------------------------- | ------------------------------------------------------------------------- | ------------------------------------------------------------------------- |
| 24 octobre 2015  | Sölden            | Géant         | Federica Brignone                                                         | Mikaela Shiffrin                                                          | Tina Weirather                                                            |
| 14 novembre 2015 | Levi              | Slalom        | Épreuve annulée (manque de neige) et reportée à Aspen                     | Épreuve annulée (manque de neige) et reportée à Aspen                     | Épreuve annulée (manque de neige) et reportée à Aspen                     |
| 27 novembre 2015 | Aspen             | Géant         | Lara Gut                                                                  | Eva-Maria Brem                                                            | Federica Brignone                                                         |
| 28 novembre 2015 | Aspen             | Slalom        | Mikaela Shiffrin                                                          | Veronika Velez Zuzulová                                                   | Frida Hansdotter                                                          |
| 29 novembre 2015 | Aspen             | Slalom        | Mikaela Shiffrin                                                          | Frida Hansdotter                                                          | Šárka Strachová                                                           |
| 4 décembre 2015  | Lake Louise       | Descente      | Lindsey Vonn                                                              | Cornelia Hütter                                                           | Ramona Siebenhofer                                                        |
| 5 décembre 2015  | Lake Louise       | Descente      | Lindsey Vonn                                                              | Fabienne Suter                                                            | Cornelia Hütter                                                           |
| 6 décembre 2015  | Lake Louise       | Super G       | Lindsey Vonn                                                              | Tamara Tippler                                                            | Cornelia Hütter                                                           |
| 12 décembre 2015 | Åre               | Géant         | Lindsey Vonn                                                              | Eva-Maria Brem                                                            | Federica Brignone                                                         |
| 13 décembre 2015 | Åre               | Slalom        | Petra Vlhova                                                              | Frida Hansdotter                                                          | Nina Løseth                                                               |
| 18 décembre 2015 | Val d'Isère       | Super combiné | Lara Gut                                                                  | Lindsey Vonn                                                              | Michaela Kirchgasser                                                      |
| 19 décembre 2015 | Val d'Isère       | Descente      | Lara Gut                                                                  | Fabienne Suter                                                            | Larisa Yurkiw                                                             |
| 20 décembre 2015 | Courchevel        | Géant         | Eva-Maria Brem                                                            | Lara Gut Nina Løseth                                                      |                                                                           |
| 28 décembre 2015 | Lienz             | Géant         | Lara Gut                                                                  | Tina Weirather                                                            | Viktoria Rebensburg                                                       |
| 29 décembre 2015 | Lienz             | Slalom        | Frida Hansdotter                                                          | Wendy Holdener                                                            | Petra Vlhova                                                              |
| 3 janvier 2016   | Zagreb            | Slalom        | Épreuve annulée (manque de neige) et reportée à Santa Caterina            | Épreuve annulée (manque de neige) et reportée à Santa Caterina            | Épreuve annulée (manque de neige) et reportée à Santa Caterina            |
| 5 janvier 2016   | Santa Caterina    | Slalom        | Nina Løseth                                                               | Šárka Strachová                                                           | Veronika Velez Zuzulová                                                   |
| 9 janvier 2016   | St-Anton          | Descente      | Épreuves annulées (manque de neige) et reportées à Altenmarkt             | Épreuves annulées (manque de neige) et reportées à Altenmarkt             | Épreuves annulées (manque de neige) et reportées à Altenmarkt             |
| 10 janvier 2016  | St-Anton          | Super G       | Épreuves annulées (manque de neige) et reportées à Altenmarkt             | Épreuves annulées (manque de neige) et reportées à Altenmarkt             | Épreuves annulées (manque de neige) et reportées à Altenmarkt             |
| 9 janvier 2016   | Altenmarkt        | Descente      | Lindsey Vonn                                                              | Larisa Yurkiw                                                             | Cornelia Hütter                                                           |
| 10 janvier 2016  | Altenmarkt        | Super G       | Lindsey Vonn                                                              | Lara Gut                                                                  | Cornelia Hütter                                                           |
| 12 janvier 2016  | Flachau           | Slalom        | Veronika Velez Zuzulová                                                   | Šárka Strachová                                                           | Frida Hansdotter                                                          |
| 16 janvier 2016  | Ofterschwang      | Géant         | Épreuves annulées (manque de neige) et reportées à Flachau                | Épreuves annulées (manque de neige) et reportées à Flachau                | Épreuves annulées (manque de neige) et reportées à Flachau                |
| 17 janvier 2016  | Ofterschwang      | Slalom        | Épreuves annulées (manque de neige) et reportées à Flachau                | Épreuves annulées (manque de neige) et reportées à Flachau                | Épreuves annulées (manque de neige) et reportées à Flachau                |
| 15 janvier 2016  | Flachau           | Slalom        | Veronika Velez Zuzulová                                                   | Frida Hansdotter                                                          | Petra Vlhova                                                              |
| 17 janvier 2016  | Flachau           | Géant         | Viktoria Rebensburg                                                       | Ana Drev                                                                  | Federica Brignone                                                         |
| 23 janvier 2016  | Cortina d'Ampezzo | Descente      | Lindsey Vonn                                                              | Larisa Yurkiw                                                             | Lara Gut                                                                  |
| 24 janvier 2016  | Cortina d'Ampezzo | Super G       | Lindsey Vonn                                                              | Tina Weirather                                                            | Viktoria Rebensburg                                                       |
| 30 janvier 2016  | Maribor           | Géant         | Viktoria Rebensburg                                                       | Ana Drev                                                                  | Tina Weirather                                                            |
| 31 janvier 2016  | Maribor           | Slalom        | Épreuve annulée (Températures élevées) et reportée à Crans-Montana        | Épreuve annulée (Températures élevées) et reportée à Crans-Montana        | Épreuve annulée (Températures élevées) et reportée à Crans-Montana        |
| 6 février 2016   | Garmisch          | Descente      | Lindsey Vonn                                                              | Fabienne Suter                                                            | Viktoria Rebensburg                                                       |
| 7 février 2016   | Garmisch          | Super G       | Lara Gut                                                                  | Viktoria Rebensburg                                                       | Lindsey Vonn                                                              |
| 13 février 2016  | Crans-Montana     | Descente      | Épreuve décalée, annulée (Fortes chutes de neige) et reportée à La Thuile | Épreuve décalée, annulée (Fortes chutes de neige) et reportée à La Thuile | Épreuve décalée, annulée (Fortes chutes de neige) et reportée à La Thuile |
| 14 février 2016  | Crans-Montana     | Super combiné | Épreuve annulée (fortes chutes de neige) et non-reportée                  | Épreuve annulée (fortes chutes de neige) et non-reportée                  | Épreuve annulée (fortes chutes de neige) et non-reportée                  |
| 15 février 2016  | Crans-Montana     | Slalom        | Mikaela Shiffrin                                                          | Nastasia Noens                                                            | Marie-Michèle Gagnon                                                      |
| 19 février 2016  | La Thuile         | Descente      | Lara Gut                                                                  | Cornelia Hütter                                                           | Nadia Fanchini                                                            |
| 20 février 2016  | La Thuile         | Descente      | Nadia Fanchini                                                            | Lindsey Vonn                                                              | Daniela Merighetti                                                        |
| 21 février 2016  | La Thuile         | Super G       | Tina Weirather                                                            | Lara Gut                                                                  | Lindsey Vonn                                                              |
| 23 février 2016  | Stockholm         | City Event    | Wendy Holdener                                                            | Frida Hansdotter                                                          | Maria Pietilä Holmner                                                     |
| 27 février 2016  | Soldeu            | Super G       | Federica Brignone                                                         | Laurenne Ross                                                             | Tamara Tippler                                                            |
| 28 février 2016  | Soldeu            | Super combiné | Marie-Michèle Gagnon                                                      | Wendy Holdener                                                            | Anne-Sophie Barthet                                                       |
| 5 mars 2016      | Jasná             | Géant         | Épreuve annulée (fort vent) et reportée au 7 mars 2016                    | Épreuve annulée (fort vent) et reportée au 7 mars 2016                    | Épreuve annulée (fort vent) et reportée au 7 mars 2016                    |
| 6 mars 2016      | Jasná             | Slalom        | Mikaela Shiffrin                                                          | Wendy Holdener                                                            | Veronika Velez Zuzulová                                                   |
| 7 mars 2016      | Jasná             | Géant         | Eva-Maria Brem                                                            | Viktoria Rebensburg                                                       | Federica Brignone                                                         |
| 12 mars 2016     | Lenzerheide       | Super G       | Cornelia Hütter                                                           | Fabienne Suter                                                            | Tamara Tippler                                                            |
| 13 mars 2016     | Lenzerheide       | Super combiné | Wendy Holdener                                                            | Michaela Kirchgasser                                                      | Lara Gut                                                                  |
| 16 mars 2016     | Saint-Moritz      | Descente      | Mirjam Puchner                                                            | Fabienne Suter                                                            | Elena Curtoni                                                             |
| 17 mars 2016     | Saint-Moritz      | Super G       | Tina Weirather                                                            | Lara Gut                                                                  | Cornelia Hütter                                                           |
| 19 mars 2016     | Saint-Moritz      | Slalom        | Mikaela Shiffrin                                                          | Veronika Velez Zuzulová                                                   | Frida Hansdotter                                                          |
| 20 mars 2016     | Saint-Moritz      | Géant         | Viktoria Rebensburg                                                       | Taïna Barioz                                                              | Lara Gut                                                                  |

### Mixte
| Date         | Lieu         | Épreuve     | Vainqueur | Second | Troisième |
| ------------ | ------------ | ----------- | --- | --- | --- |
| 18 mars 2016 | Saint-Moritz | Par équipes | Suisse- Charlotte Chable - Michelle Gisin - Wendy Holdener - Justin Murisier - Reto Schmidiger - Daniel Yule | Allemagne- Lena Dürr - Christina Geiger - Katrin Hirtl-Stanggassinger - Fritz Dopfer - Stefan Luitz - Dominik Stehle | Suède- Frida Hansdotter - Maria Pietilä Holmner - Anna Swenn-Larsson - Jens Byggmark - Mattias Hargin - André Myhrer |